# Barry Jenner
Barry Francis Jenner (Filadélfia, 14 de janeiro de 1941 – Los Angeles, 9 de agosto de 2016) foi um policial e ator estadunidense. Conhecido por seu papel de almirante William Ross, em Star Trek: Deep Space Nine.

## Biografia
Barry nasceu em 1941, na Filadélfia. Começou a atuar ainda na faculdade, que cursou na West Chester University of Pennsylvania. Depois de se formar, ele se mudou para Nova Iorque, onde encontrou alguns papéis menores no teatro. Junto de Olympia Dukakis, foi um dos fundadores da companhia teatral Whole Theatre Company, onde estreou com a peça Long Day’s Journey Into Night. Foi aclamado pela crítica por sua atuação na peça Yanks 3, Detroit 0, Top of the Ninth, dirigida por Alan Arkin.

## Carreira
Além da carreira de ator, Barry foi policial no Departamento de Polícia de Los Angeles por 21 anos. Fez várias participações especiais em séries de TV e filmes. Seu papel mais conhecido é o de Almirante Ross, em Star Trek: Deep Space Nine.

## Vida pessoal
Barry se casou com a atriz Susan Harney, em 23 de maio de 1980, divorciando-se dez anos depois. Em 2001, se casou com a atriz Suzanne Hunt, com quem teve dois filhos, Ashley e Christian.

## Morte
Barry morreu em 8 de agosto de 2016, no Centro Médico Cedars-Sinai, em Los Angeles, devido à uma leucemia mieloide aguda, aos 75 anos.